# Gerhard Gronefeld
Gerhard Gronefeld (* 9. August 1911 in Berlin; † 26. Dezember 2000 in München) war ein deutscher Fotoreporter, Tierfotograf und Autor.

## Leben und Wirken
Gronefeld stammt aus einer Drogistenfamilie. Seine Großväter arbeiteten als Tierarzt beziehungsweise Abdecker. Bereits als Jugendlicher war Gronefeld von der Fotografie fasziniert und nahm erfolgreich an Fotowettbewerben teil. Nach zwei Semestern Studium der Zeitungswissenschaft bei Emil Dovifat in Berlin absolvierte er von 1932 bis 1934 eine Fotografenlehre im Fotoatelier des August Scherl Verlags in Berlin, wo er auch als Bildberichterstatter tätig war. 1935 wurde er Mitarbeiter bei der Presseillustration Heinrich Hoffmann. 1936 war er akkreditierter Fotoreporter bei den Olympischen Sommerspielen. Da sich Gronefeld weigerte, in die NSDAP einzutreten, wurde er im Herbst 1936 entlassen. Auch seine Anstellung als Bildredakteur bei der Zeitschrift Freude und Arbeit war nur von kurzer Dauer. 1937 wurde er Fotoreporter bei der Berliner Illustrirten Zeitung (BIZ), wo er sich auf die Militärberichterstattung spezialisierte.
Im Zweiten Weltkrieg wurde Gronefeld Mitarbeiter einer Propaganda-Kompanie der Wehrmacht, wo er als Kriegsberichterstatter sowohl an der Heimatfront als auch in Belgien, Frankreich, Polen, auf dem Balkan und beim Überfall auf die Sowjetunion zum Einsatz kam. Gronefelds Fotos, die er zumeist mit einer Carl Zeiss Ikon Contax im Kleinbildformat aufnahm, erschienen in der NS-Propagandazeitschrift Signal. Gronefeld hatte zeitweise den Status eines privilegierten Sonderberichterstatters. In dieser Funktion dokumentierte er beispielsweise militärische Säuberungs- und Vergeltungsmaßnahmen, wie im April 1941 die Hinrichtung von 36 serbischen Zivilisten in Pančevo während des Balkanfeldzugs.
Nach Kriegsende war Gronefeld als Fotoreporter für zahlreiche Zeitschriften tätig, darunter ab Sommer 1945 für die Neue Berliner Illustrierte und ab 1946 für das Life Magazin, wo er in den Westzonen und in der sowjetisch besetzten Zone als Fotograf unterwegs war. Gronefeld veröffentlichte Fotostrecken vom deutschen Leben nach der Kapitulation, darunter die Zerstörung und den Wiederaufbau, die Heimkehr deportierter Juden und Kriegsgefangener, Flüchtlinge, den Schwarzmarkt und das Berliner Nachtleben. 1949 wurde Gronefeld ständiger Mitarbeiter der Quick, für die er ab 1952 Kriegsverbrecherprozesse und die Zeit des Wirtschaftswunders fotografierte. Auch in den Zeitschriften Stern und Heute erschienen seine Fotos, die er unter verschiedenen Pseudonymen veröffentlichte.
1950 zog Gronefeld nach München. Nach einem Treffen mit Konrad Lorenz widmete er sich der Verhaltensforschung mit Tieren. Er spezialisierte sich auf Tierfotografie und unternahm Reisen in die europäische Wildnis, nach Afrika, Neuguinea, Australien und nach Madagaskar. Ab Ende der 1950er Jahre veröffentlichte Gronefeld seine ersten Tierbücher, ab den 1970er Jahren wurde er Mitarbeiter bei der Zeitschrift Das Tier und ab den 1980er Jahren erschienen seine Fotos in der Zeitschrift Ein Herz für Tiere.

## Werke (Auswahl)
- Urian. Ein Bär aus den Karawanken, 1958
- Drei Totos im Taunus, 1959
- Verstehen wir die Tiere?, 1963
- Weil wir die Tiere lieben, 1964
- Erlebnisse mit Tieren – Da zitterten die Elefanten. Arche Noah aktuell, 1968
- Mit Lasso und Falle. Auf Tierfang in Afrika, 1974
- Seehunde. Unsere Brüder im Meer, 1974
- Löwen haben Vorfahrt. Wilde Tiere – auf den Menschen angewiesen. In Wort und Bild berichtet., 1975
- Kein Tag ohne Abenteuer. Tiere und ihre Pfleger, 1980
- Wie mache ich meinen Garten wild, oder gestaltete Natur, 1984
- Frauen in Berlin 1945–1947 ausgewählt von Annemarie Tröger, 1984
- Das Foto-Taschenbuch: Kinder nach dem Krieg, 1985
- Deutsche Geschichte kurz belichtet: Photoreportagen von Gerhard Gronefeld 1937–1965; Buch zur Ausstellung. Deutsches Historisches Museum Berlin., 1991 (mit Winfried Ranke und Dieter Vorsteher-Seiler)